# NGC 235

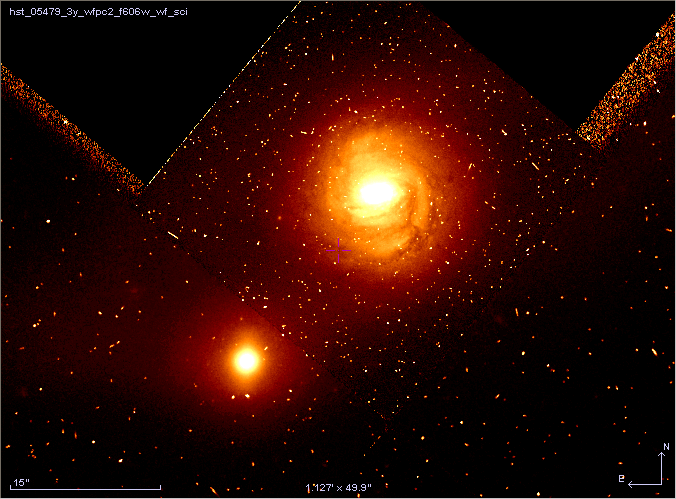
Aufnahme des Hubble-Weltraumteleskops

NGC 235 ist ein etwa 300 Millionen Lichtjahre entferntes Galaxienpaar im Sternbild Cetus. Die größere der beiden Galaxien ist eine linsenförmige Galaxie und wird als NGC 235A bezeichnet, die kleinere ist eine elliptische Galaxie, welche als NGC 235B (PGC 2570) bezeichnet wird. Zusammen mit der rund 2 Bogenminuten südwestlich gelegenen Spiralgalaxie NGC 232 bilden die Galaxien ein interagierendes Trio.
NGC 235 wurde im Jahr 1886 vom US-amerikanischen Astronomen Francis Preserved Leavenworth entdeckt.